# Otto Friedrich Theodor Möller

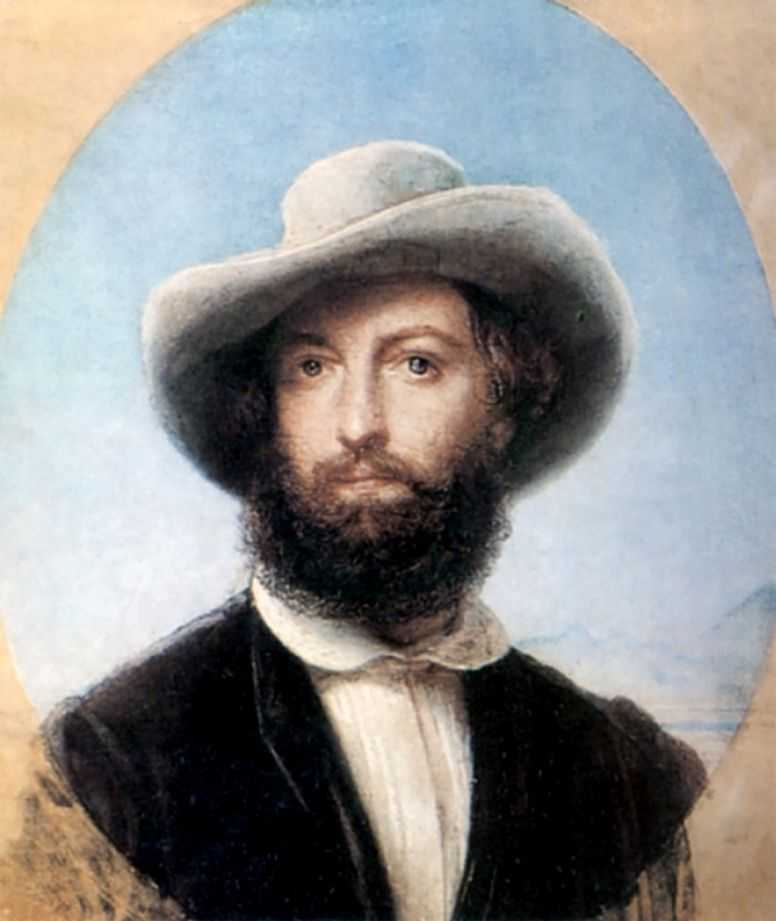
Selbstporträt um 1840

Otto Friedrich Theodor von Moeller (* 30. Mai 1812 in Kronstadt; † 21. Juli 1874 in Sankt Petersburg) war ein russischer Maler deutsch-baltischer Abstammung.

## Leben
Friedrich Möller war ein Sohn des russischen Marineministers Admiral Otto Berend von Moeller (1764–1848) und dessen Ehefrau Julie von Nolcken. Er wurde 1817 dem Marinekorps zugeteilt, wurde 1829 Fähnrich und später Adjutant des Regimentskommandeurs. In der Freizeit studierte Möller an der Kunstakademie.
Er nahm am Polnisch-Russischen Krieg teil und malte nach der Rückkehr ein Bild von der Schlacht bei Ostrolenko. 1835 nahm er seinen Abschied vom Militär und trat in die Akademie ein. Hier war er Schüler von Brülow.

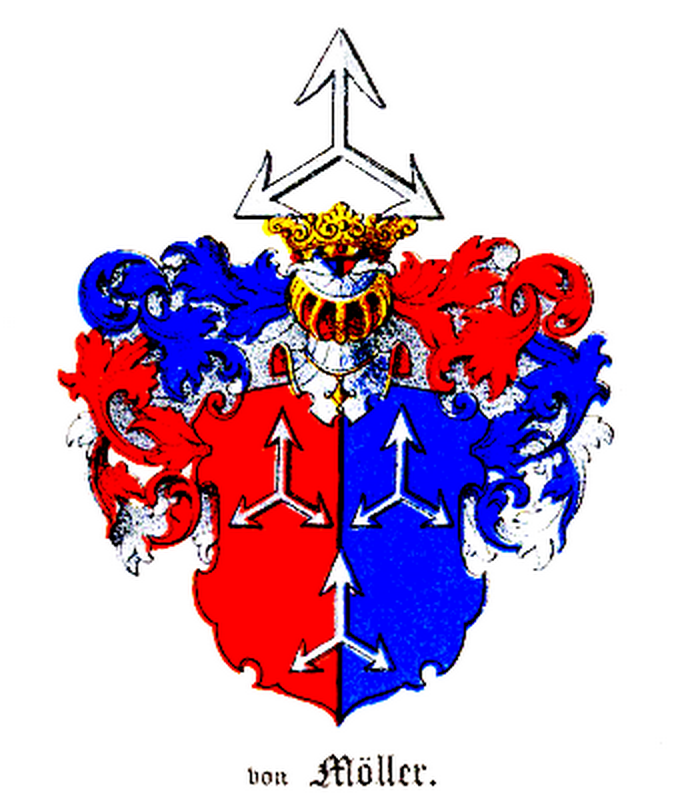
Wappen derer von Möller

1839 zog er nach Rom. Für sein Bild „Der Kuss“ erhielt er die große goldene Medaille der russischen Kunstakademie und wurde als deren Mitglied aufgenommen. 1847 zog Möller erneut nach Italien und kam unter den Einfluss von Friedrich Overbeck. 1857 wurde er zum Professor ernannt und erhielt den Wladimirorden. 1856 erwarb Möller das Gut Sall auf der Insel Ösel, der Heimat seiner Eltern.

## Werke (Auswahl)
- Die Schlacht bei Ostrolenko. (erworben von Zar Nikolaus)
- Alceste führt Herkules aus dem Schattenreich. 1835
- Familienporträt. 1837
- Der Kuss. 1840
- Johannes predigt auf Patmos den Bacchusdienern. 1855
- Die Aussetzung Mosis. 1862

Außerdem führte er Auftragsgemälde für die Erlöserkirche in Moskau, die Isaakskathedrale in Petersburg und den Alexandersaal im Kreml aus.

## Galerie

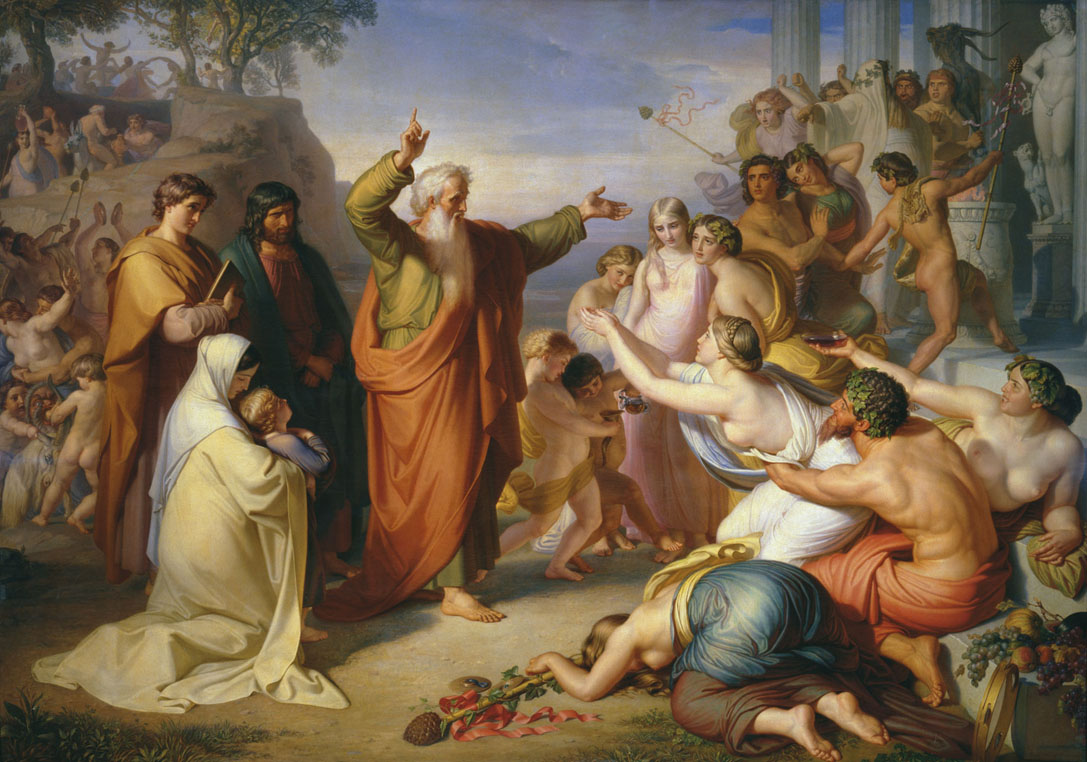
Johannes predigt auf Patmos (1855)
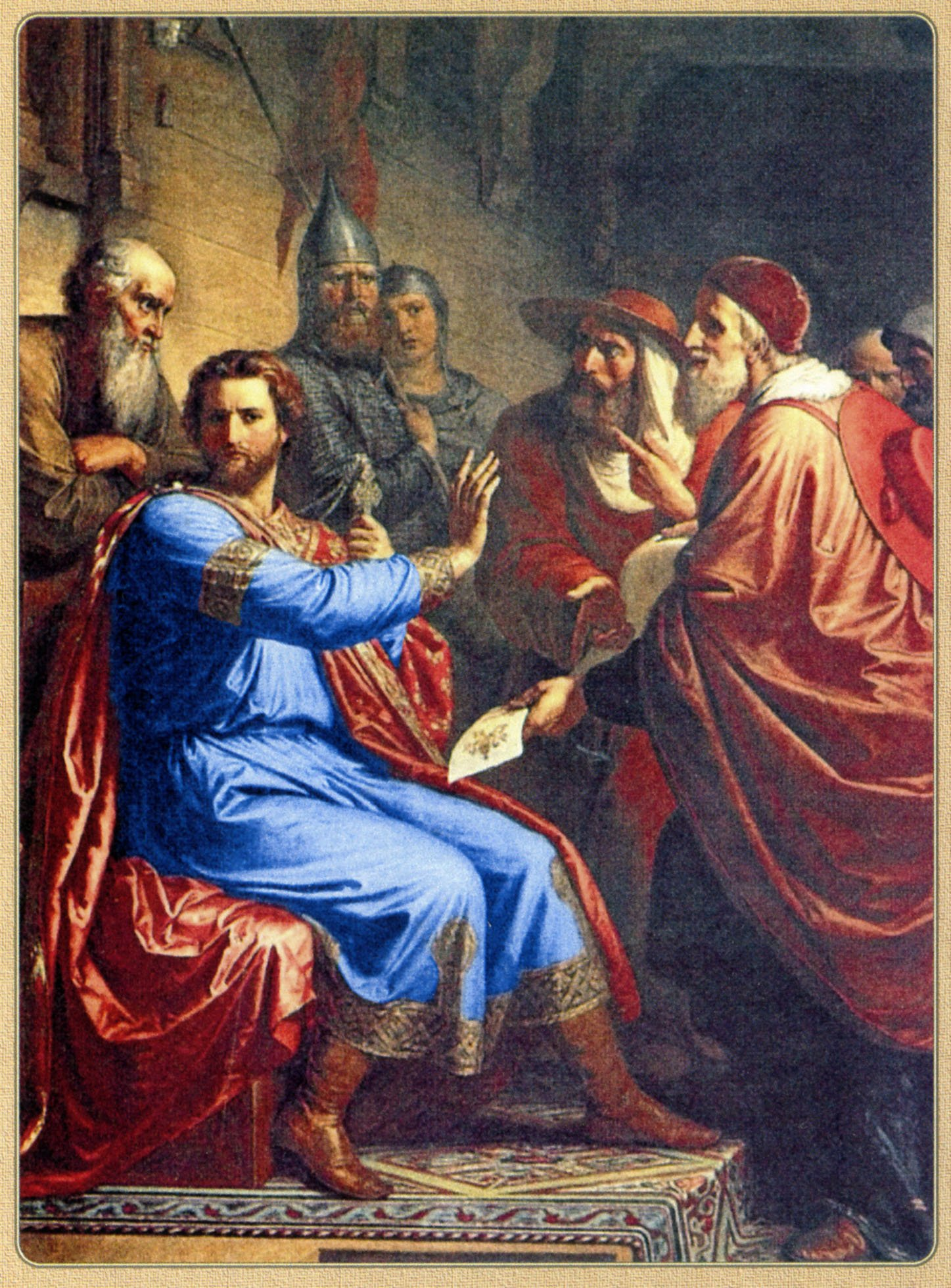
Alexander Newski und päpstliche Gesandte
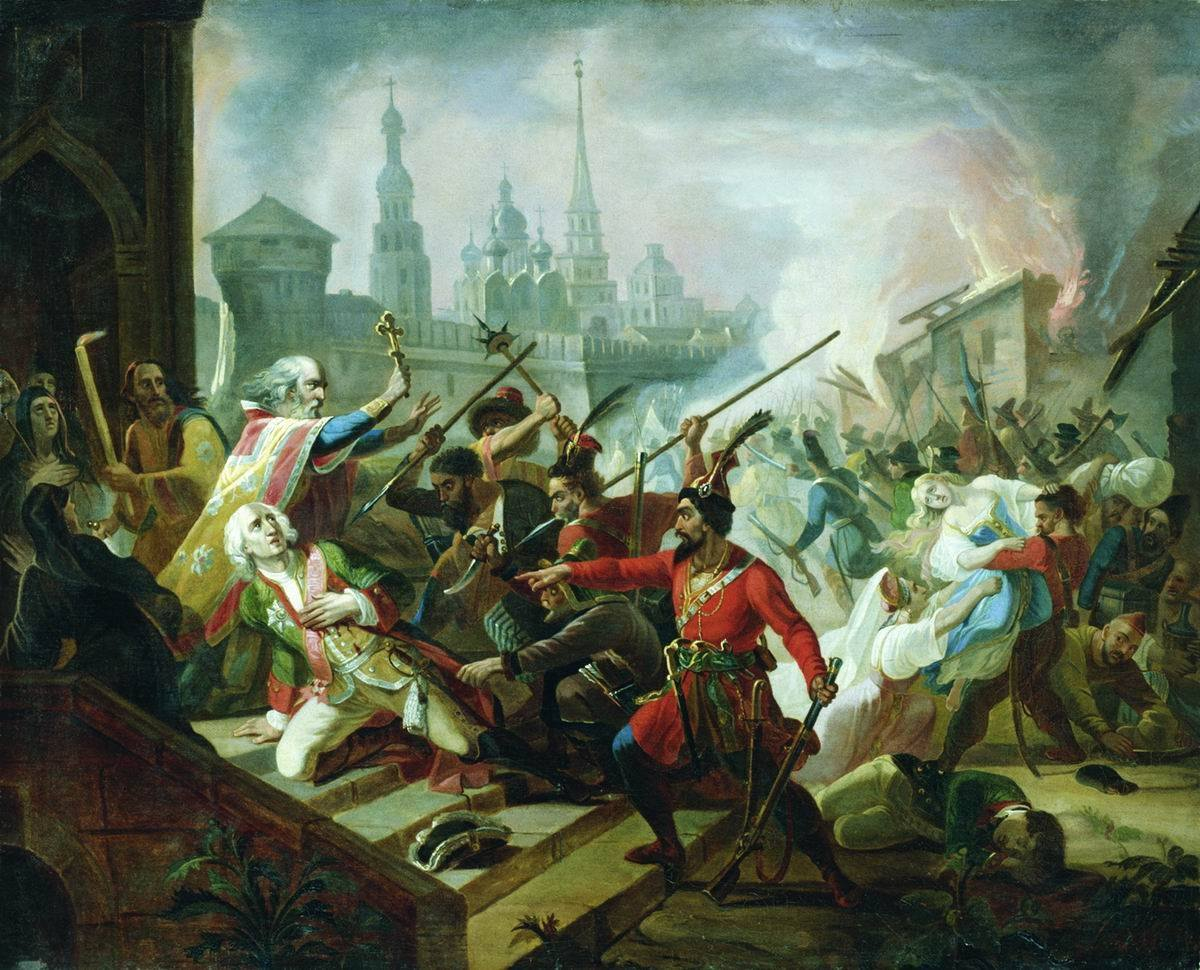
Pugatschows Attacke auf Kasan
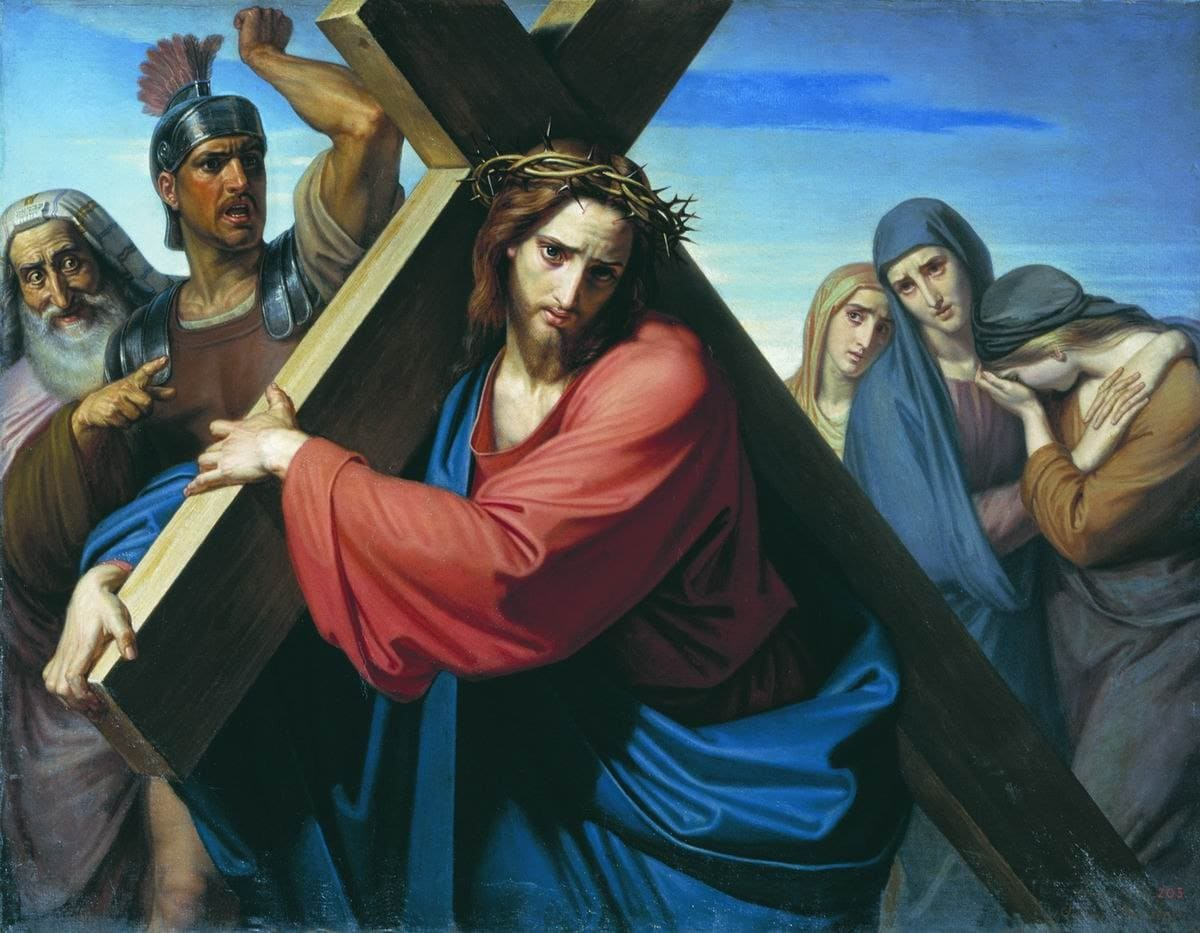
Christus trägt das Kreuz

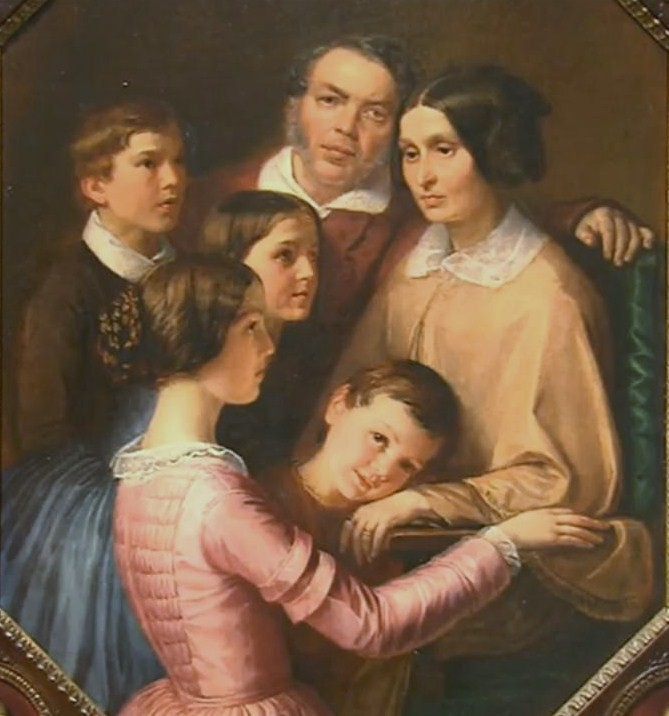
Familie des Ivan Kruglikov (1837?)
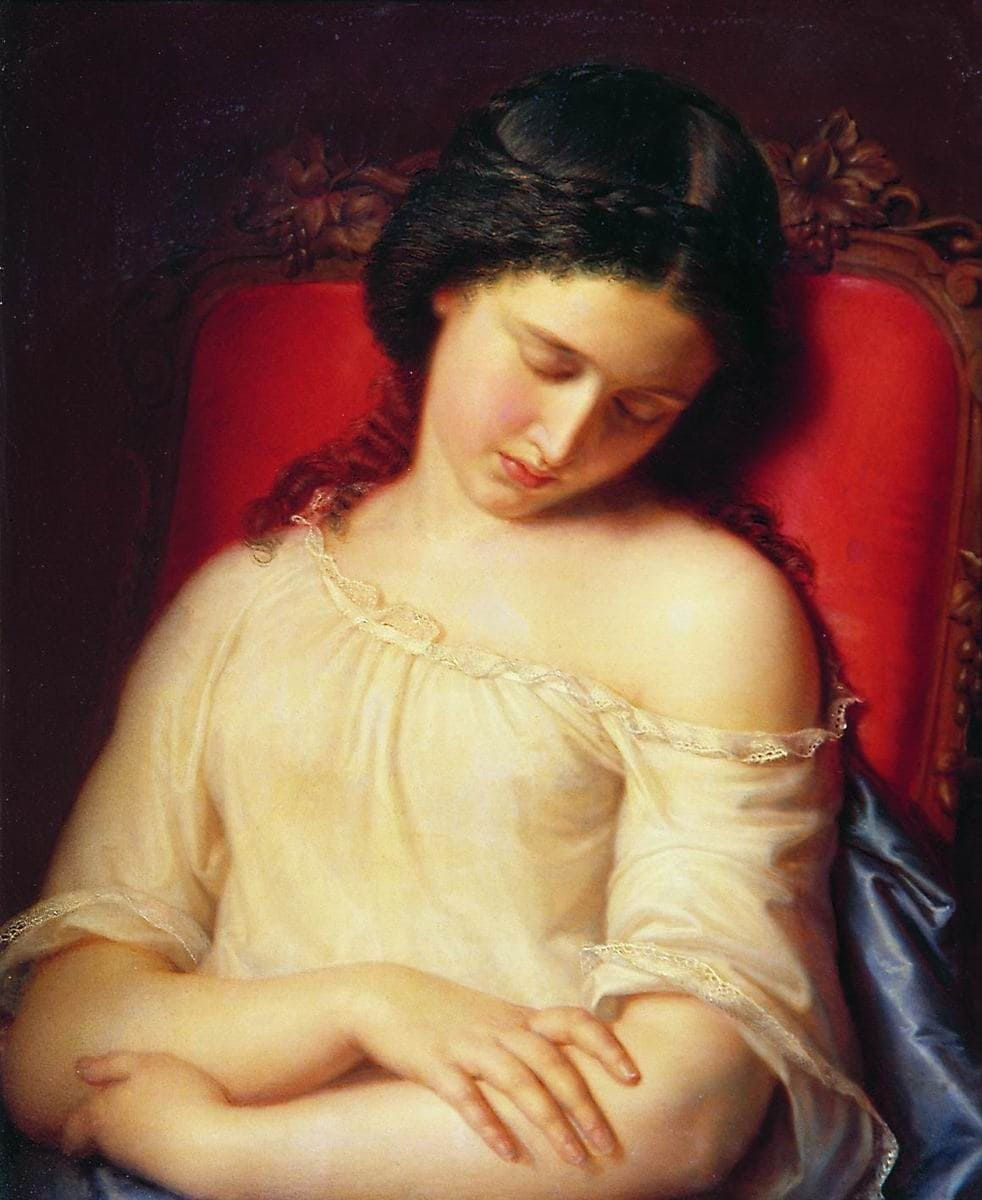
Schlafendes Mädchen
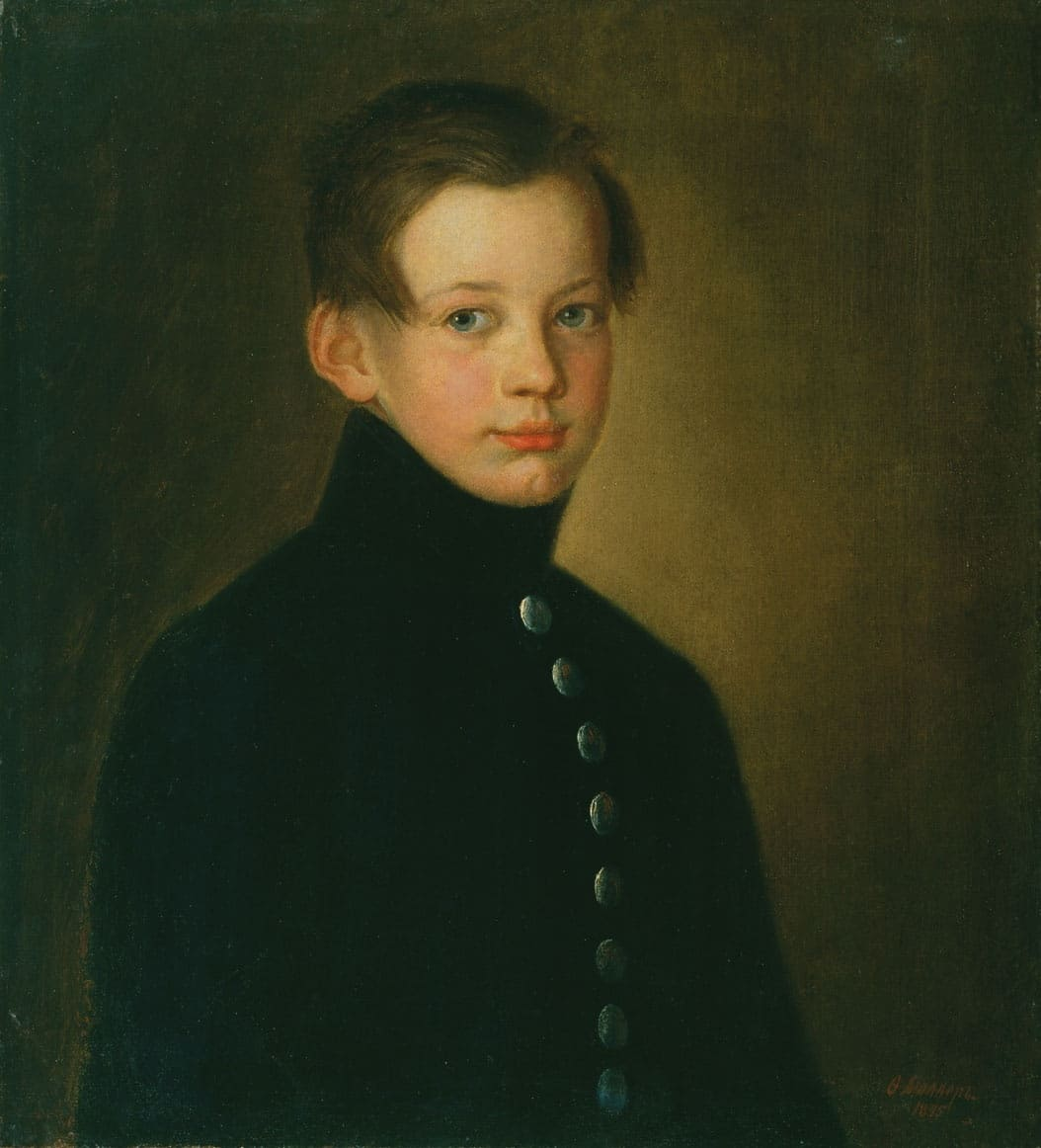
Knabenporträt
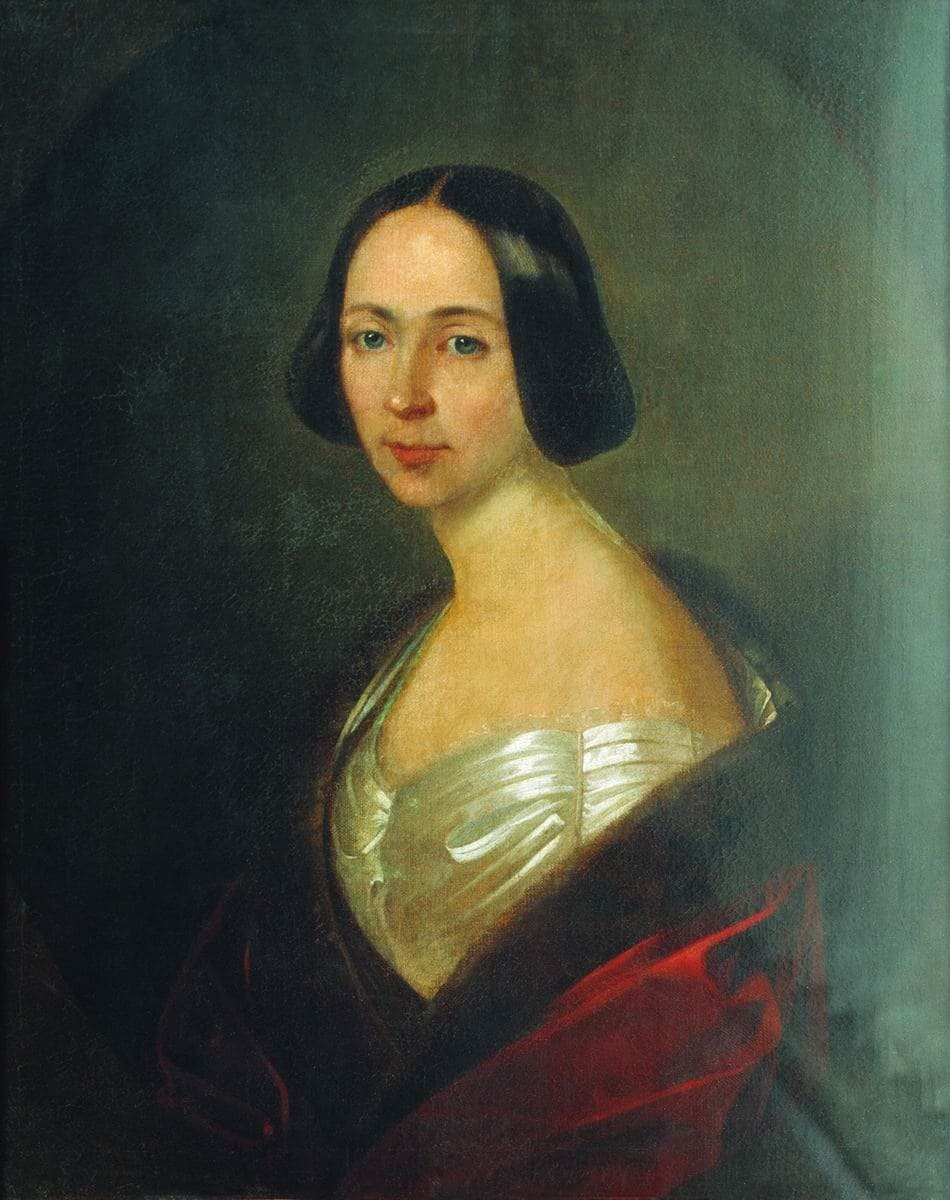
Porträt der Prinzessin Louise Golitsyna
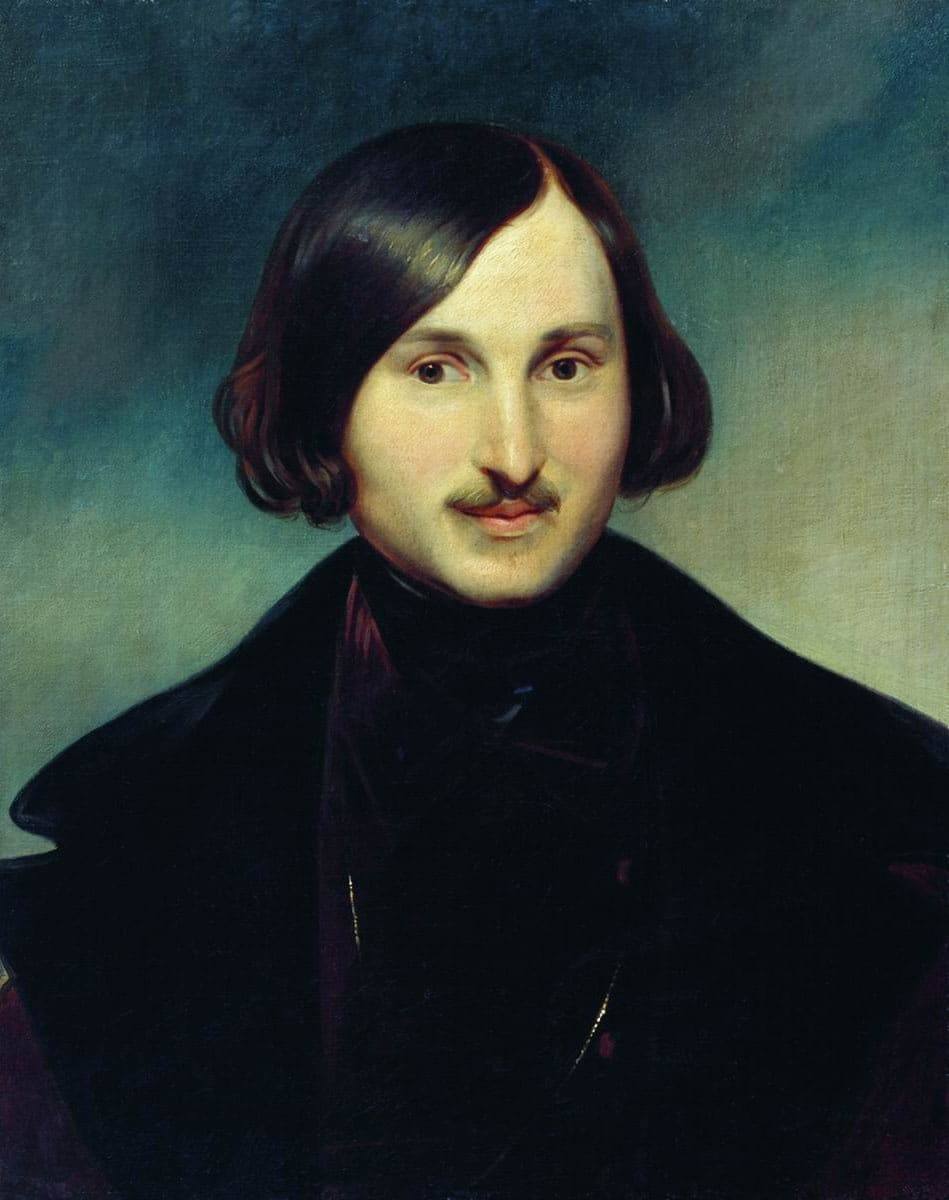
Porträt des Nikolai Gogol
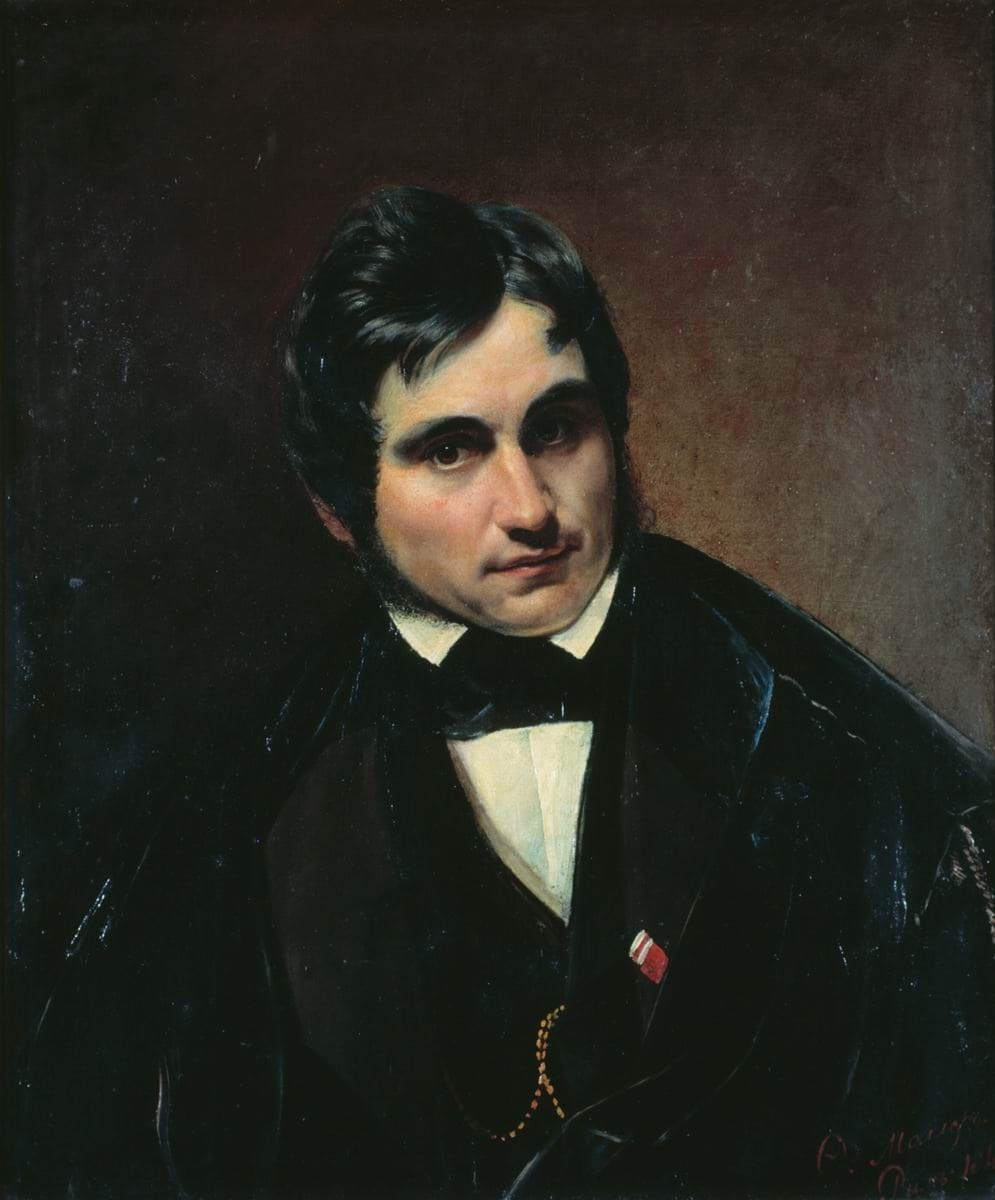
Porträt des Fyodor Bruni
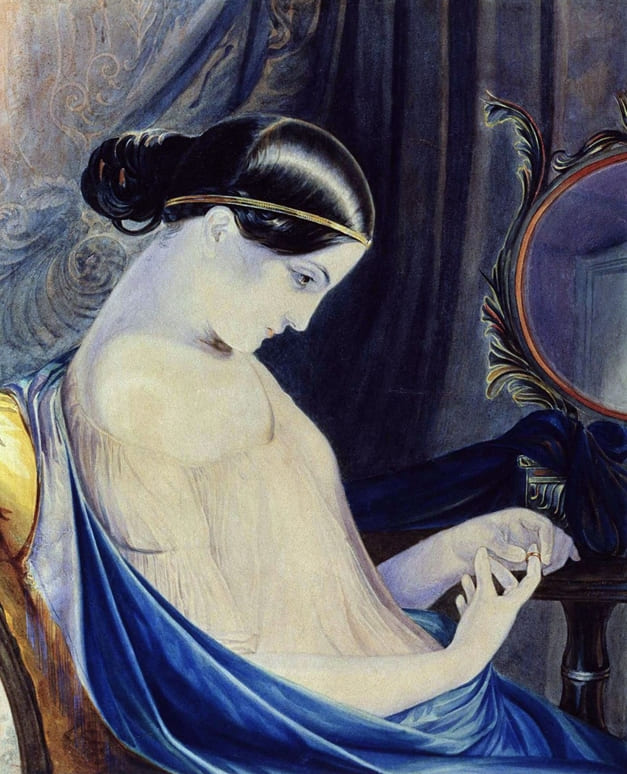
Braut (Mädchen mit Ring)